# 鐵路節
鐵路節是中華民國政府為紀念鐵路事業發展而訂的節日，日期訂於6月9日，係因中國第一条自建鐵路唐胥鐵路特地訂於「鐵路之父」喬治·史蒂芬生的生日6月9日開始鋪軌。

## 沿革
鐵路傳入中國是始於清同治四年（1865年）英國商人在北平宣武門外築一小鐵路約長里許，不久拆毀。光緒二年（1876年）英國怡和洋行築淞滬鐵路，地方人士反對，由清朝政府出資拆毀。光緒七年（1881年），開平煤礦在唐山至胥各莊築運煤鐵路（即唐胥鐵路），於同年5月13日（陰曆，即陽曆6月9日）開工，歷時半年通車，此為中國自行建造鐵路之始。
民國54年（1965年），應鐵路界人士要求，中華民國內政部、中華民國交通部核定以唐胥鐵路開工日為鐵路節，自此延續迄今。

### 書籍
- 蘇昭旭. . 人人出版. 2009-02-10 [1999]. ISBN 978-986-711-298-9 （中文）.（繁體中文）（台鐵／高鐵／捷運完整版）

### 網站
- 首屆鐵路節 （页面存档备份，存于） - 數位典藏與學習聯合目錄